# Velocidade de saída

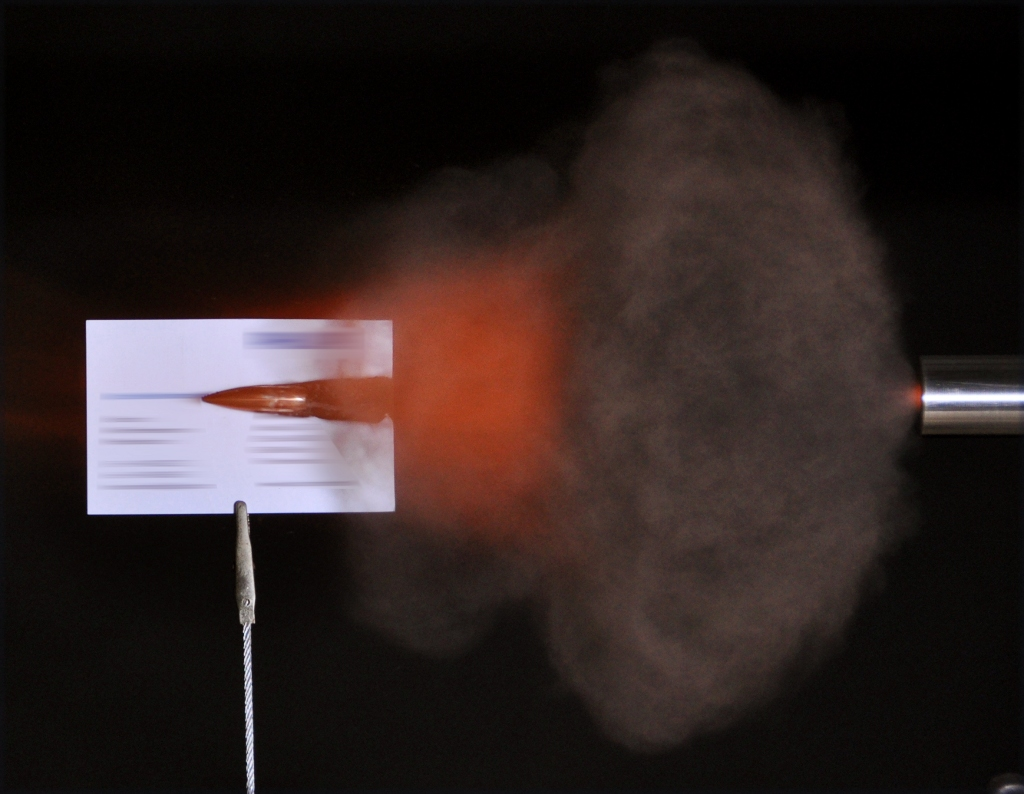
Medição da velocidade de saída de uma bala.

Velocidade de saída é a velocidade de um projétil no momento em que deixa a boca do cano de uma arma. Variam de aproximadamente 120 m/s a 370 m/s em mosquetes de pólvora negra, para mais de 1 200 m/s em rifles modernos, com cartuchos de alto desempenho como a .220 Swift e a .204 Ruger, até 1 700 m/s em canhões de tanques que disparam munição por penetrador de energia cinética. 

## Velocidade do projétil
Para simular impactos de detritos orbitais em espaçonaves, a NASA lança projéteis através de canhões de gás leve a velocidades de até 8 500 m/s. A velocidade de um projétil é mais alta na boca do cano e cai gradualmente devido à resistência do ar. Os projéteis que viajam menos do que a velocidade do som (cerca de 340 m/s no ar seco ao nível do mar) são subsônicos, enquanto aqueles que viajam mais rápido são supersônicos e, portanto, podem viajar uma distância substancial e até mesmo atingir um alvo antes de um observador próximo ouvir o "bang" do tiro. A velocidade do projétil através do ar depende de uma série de fatores, como pressão barométrica, umidade, temperatura do ar e velocidade do vento.

## Armas convencionais
Em canhões convencionais, a velocidade da boca do cano é determinada pela qualidade (velocidade de queima, expansão) e quantidade do propelente, a massa do projétil e o comprimento do cano. Um propulsor de queima mais lenta precisa de um cano mais longo para queimar completamente, mas pode, por outro lado, usar um projétil mais pesado. Um propulsor de queima mais rápida pode acelerar um projétil mais leve a velocidades mais altas se a mesma quantidade de propelente for usada. Em uma pistola, a pressão resultante do processo de combustão é um fator limitante na velocidade do projétil. A qualidade e a quantidade do propulsor, a massa do projétil e o comprimento do tambor devem ser equilibrados para alcançar segurança e ótimo desempenho.
Canos mais longos dão força propelente por mais tempo para trabalhar na propulsão da bala. Por esta razão, canos longos geralmente fornecem velocidades mais altas, tudo o resto sendo igual. Contudo, à medida que a bala avança pelo furo, a pressão do gás do propelente por trás dele diminui. Dado um cano longo o suficiente, haveria um ponto em que o atrito entre a bala e o boca do cano, e a resistência do ar, seria igual à força da pressão do gás por trás dele, e a partir desse ponto, a velocidade da bala iria diminuir.
As grandes artilharias navais terão proporções comprimento-diâmetro de 38:1 a 50:1. Essa relação de comprimento maximiza a velocidade do projétil. Há muito interesse em modernizar o armamento naval usando armas ferroviárias conduzidas eletricamente, que superam as limitações mencionadas acima. Com canhões elétricos, uma aceleração constante é fornecida ao longo de todo o comprimento do dispositivo, aumentando muito a velocidade de saída. Há também uma vantagem significativa em não ter que carregar propelente explosivo, e mesmo as cargas internas do projétil podem ser eliminadas devido à alta velocidade - o projétil se torna uma arma estritamente cinética.

## Categorias de velocidade
O Exército dos Estados Unidos define diferentes categorias de velocidade de saída para diferentes tipos de armas:
| Arma                    | Baixa velocidade | Alta velocidade             | Hipervelocidade     |
| ----------------------- | ---------------- | --------------------------- | ------------------- |
| Canhões de artilharia   | Menos de 762 m/s | Entre 914 m/s e 1,067 m/s   | Maior que 1,067 m/s |
| Canhões de tanque       | -                | Entre 472 m/s e 1,021 m/s   | Maior que 1,021 m/s |
| Arma de pequeno calibre | -                | Entre 1,067 m/s e 1,524 m/s | Maior que 1,524 m/s |